# Virolla (mecànica)

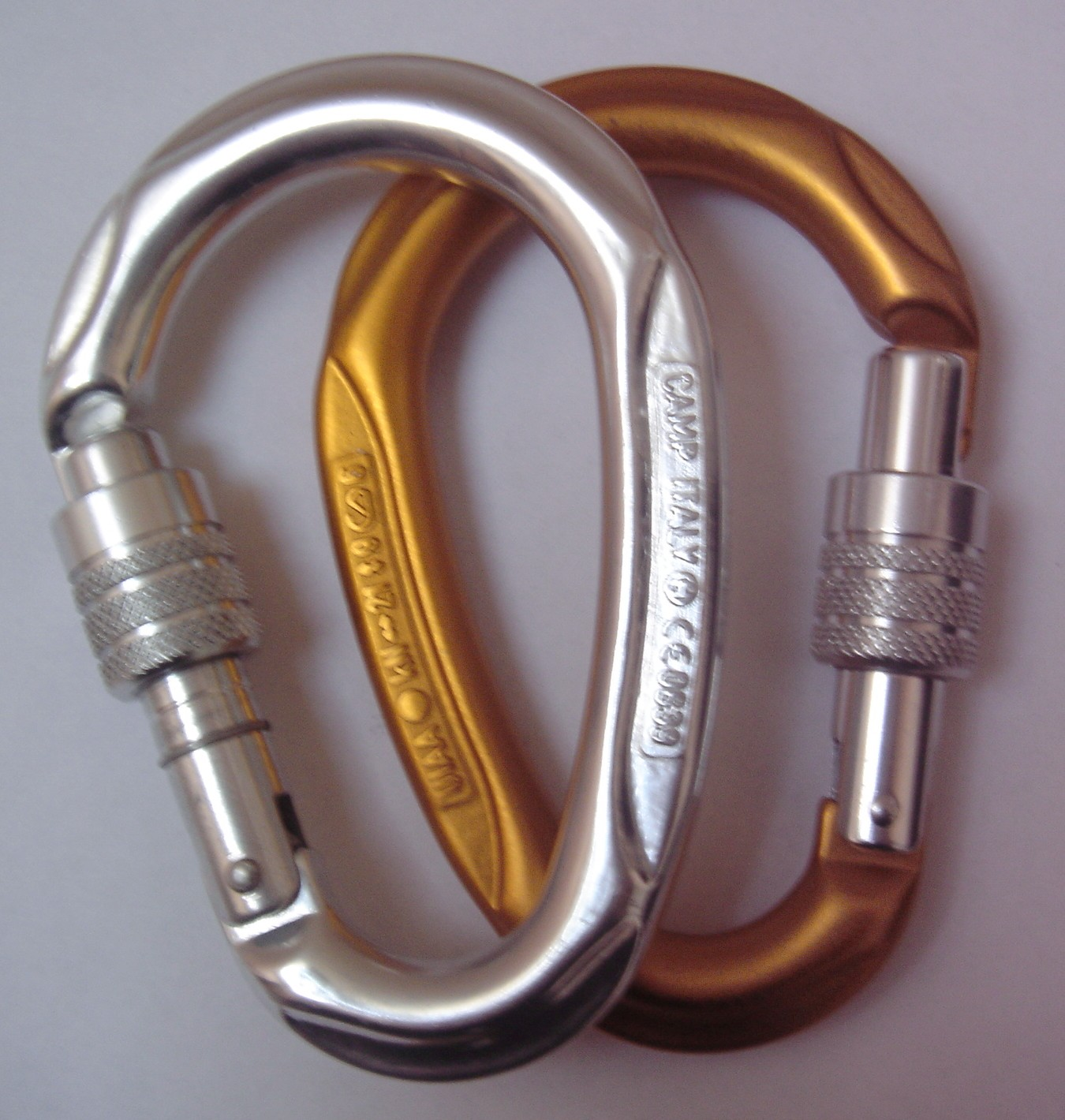
Mosquetons amb virolla

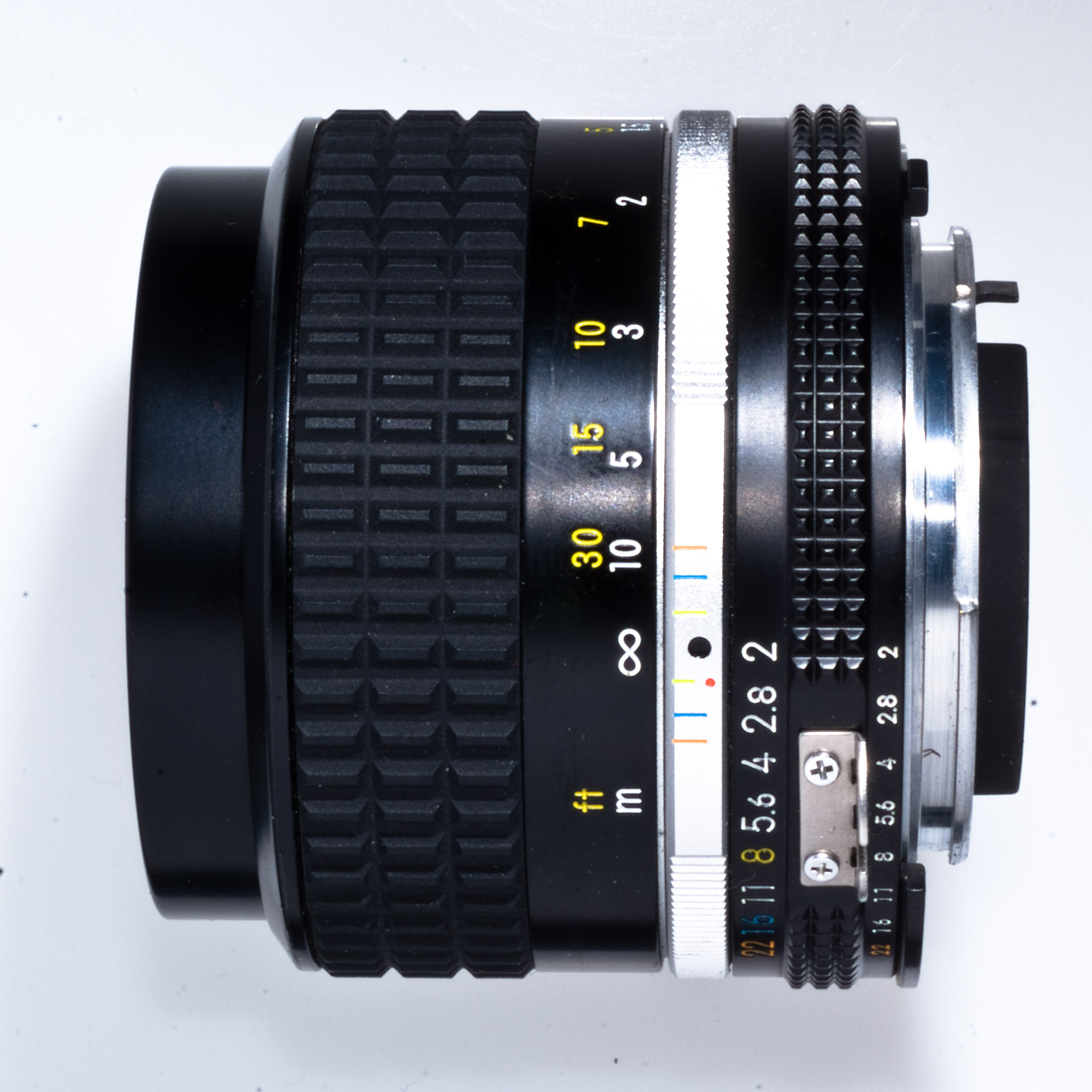
Les virolles d'un objectiu

Una virolla, en mecànica, és un anell de fixament o de manobra, generalment proveït de filetatge interior, que es presenta en formes vàries, segon l'ús al qual qui és destinada.

## Descripció
La virolla de blocatge és constituïda de:
- Anell amb fileteria interior: la virolla és per la major part un enorme anell filetat internament.
- Elaboracions externes de regulació: sobre la part externa de la corona són presents una sèrie d'entalls, que poden ser de diversa mena, els més comuns essent:
  - de dent que serveixen pel serrament per mitjà de la clau de dent o de ganxo.
  - Grafilatge caracteritzat per una elaboració que permet d'augmentar el nivell de presa de les mans

## Utilització
Les virolles serveixen per a fixar elements mecànics de manera a augmentar-ne la seguretat o per obtenir un determinat nivell de precisió/joc mecànic, com a element de manobra, d'indicació o simplement un element estètic.
Es pot trobar en els eixos dels paliers, en els elements encaixat, per a blocar en posició els rodaments, en les bicicletes, per a blocar els tirants dels cables dels frens o per a regular el joc dels rodaments de l'eix pedalier o del joc de direcció, en els mosquetons de virolla, en els objectius fotogràfics, en els micròmetres, muntada sobre el contorn dels rellotges submarins per a la verificació del temps d'immersió.